# Гимназия № 19 (Мелитополь)
Мелитопольский Лицей № 19 — общеобразовательное учебное заведение в городе Мелитополь Запорожской области.

## История
В 2003 году директором гимназии была назначена Светлана Владимировна Мельник.
В декабре 2011 года в гимназии был оборудован второй компьютерный класс, для младших школьников.

## Международное сотрудничество
Гимназия является Ассоциированной школой ЮНЕСКО.
Гимназия № 19 сотрудничает с гимназией Кирилла и Мефодия из чешского города Брно, организует чешские историко-литературные викторины, обменивается с чешской стороной делегациями школьников.

## Внеклассная работа
В гимназии работает «Бельгийский клуб», члены которого участвуют в различных конференциях по политическим вопросам, а также самостоятельно организуют конкурсы и конференции. Название клуба связано с тем, что на областной конференции «Евроинтеграция Украины глазами молодёжи», где команда гимназии впервые принимала участие, она представляла страну Бельгию.
В помещении гимназии работает караимская воскресная школа.

## Достижения
Гимназия добивается высоких результатов на областных предметных олимпиадах школьников, особенно по истории, а иногда — и на Всеукраинских олимпиадах.
Гимназисты успешно участвуют в международном математическом конкурсе «Кенгуру» и конкурсах Малой академии наук.
Команды гимназии добивались успеха на Всеукраинских соревнованиях юных журналистов и юных историков, областном конкурсе юных инспекторов дорожного движения

## Традиции
В гимназии развито ученическое самоуправление. Президент гимназии избирается учениками путём тайного голосования на двухлетний срок.
С 2011 года в гимназии проводится ежегодный конкурс «Ученик года», на котором гимназисты соревнуются в знаниях и в исполнении творческих номеров.

## Известные учителя
- Леонид Николаевич Мымрик (род. 1947) — учитель музыки в СШ № 19 в 1970-1980 годах, Заслуженный учитель Украины[16]
- Валентина Степановна Повиляй — завуч гимназии в 1999-2002 годах, Отличник образования Украины (1982), Заслуженный учитель Украины (1994), обладатель Медали Макаренко (1990)[17]
- Марина Мищенко — учитель истории, Отличник образования Украины (2007)[18]
- Елена Каминская — преподаватель украинского языка и литературы, победитель областного конкурса «Учитель года» (2009)[19]